# 岩杉树
岩杉树（学名：Wikstroemia angustifolia）是瑞香科堯花屬的植物。分布在中国大陆的湖北西部、山西南部、四川東部等地，生長於海拔100公尺至200公尺，多生长在河谷岩石上。